# Шёнхорст
Шёнхорст (нем. Schönhorst) — община в Германии, в земле Шлезвиг-Гольштейн.
Входит в состав района Рендсбург-Экернфёрде. Подчиняется управлению Флинтбек. Население составляет 311 человек (на 31 декабря 2010 года). Занимает площадь 3,55 км².